# Calle de Lope de Haro
La calle de Lope de Haro es una vía pública de la ciudad española de Madrid, situada en el barrio de Berruguete, distrito de Tetuán.

## Descripción
La vía nace de la calle de Bravo Murillo y discurre hasta llegar a la de Villaamil. Honra con el título al ricohombre castellano del siglo XIII Lope Díaz III de Haro. Aparece descrita en Las calles de Madrid (1889) de Hilario Peñasco de la Puente y Carlos Cambronero con las siguientes palabras:

Lope de Haro. Comienza en la calle de Bravo Murillo y sale al campo. Es de apertura moderna. Lope de Haro fué uno de los magnates castellanos de la corte de Sancho IV, á quien este Rey hizo matar á su presencia; si no es que, como algún historiador asegura, él mismo le dió la muerte.
(Peñasco de la Puente y Cambronero, 1889, p. 300)